# Neverita duplicata
Neverita duplicata е вид хищно морско коремоного мекотело от семейство Naticidae. На английски видът е известен и с името „shark eye“ (акулско око) поради формата и оцветяването на раковината, която наподобява на око.
През 2006 г. смятаният за подвид или географски обособена форма Neverita delessertiana е отделена от вида като самостоятелен вид сходен с Neverita duplicata, но географски по-слабо разпространен.

## Разпространение и местообитание
Видът е разпространен в района на северозападното атлантическо крайбрежие на север от Масачузетс през Флорида и Мексиканския залив до Хондурас. Охлювите от вида обитават линията на прилива и отлива. Свързани са с пясъчно дъно, където се заравят. Поради тази причина често по плажовете се откриват черупки от тези охлюви, както и ярко блестящи оперкулуми от тях. Максималната дълбочина, на която е откриван охлюва е 58 m.

## Описание
Черупката е странично сплесната, овална с размери от 88 до 90 mm. Цветът и варира, но основно е сивокафяв. В областта на централната извивка цветът преминава в син до тъмносин, което придава вид на черупката наподобяващ на око.

## Хранене
Видът е хищен и се храни основно с миди обитаващи пясъчното дъно. Жертвата успява да я обезоръжи като разтваря двете черупки и изяжда меките части от организма скрит между черупките.